# Kawelu Planitia
La Kawelu Planitia è una struttura geologica della superficie di Venere.